# ای‌بی کتلبی
ای‌بی کتلبی (به انگلیسی: Ab Kettleby) یک روستا و محله مدنی در بریتانیا است که در Melton واقع شده‌است. ای‌بی کتلبی ۵۲۹ نفر جمعیت دارد.